# Steffen Thierfelder
Steffen Thierfelder (* 30. September 1953) ist ein früherer deutscher Biathlet.
Steffen Thierfelder gewann bei den Junioren-Weltmeisterschaften 1974 den Titel im Sprint und wurde mit Jürgen Grundler und Veit Schirmer in der DDR-Staffel hinter dem finnischen Team Zweiter. Die Goldmedaille im Sprint war die erste, die über diese Distanz bei Junioren-Weltmeisterschaften vergeben wurde. 1974 gewann er den Titel des DDR-Meisters mit der Staffel, 1977 und 1978 wurde er in diesem Wettbewerb, ebenso wie 1977 im Sprintwettbewerb, Dritter. Nach seiner aktiven Karriere wurde Thierfelder Trainer und betreute unter anderem André Sehmisch und Raik Dittrich. Als Vertreter des Olympiastützpunktes Chemnitz war Thierfelder zu Beginn der 2000er Jahre an einem Projekt der Universität Leipzig zur Verbesserung der Trainingsmethoden im Biathlonsport beteiligt. Im Osterzgebirge ist er zudem Veranstalter von Sportreisen. 1988 wurde er in der DDR mit dem Orden Banner der Arbeit Stufe I ausgezeichnet.